# Liparetrus pholiotus
Liparetrus pholiotus är en skalbaggsart som beskrevs av Britton 1980. Liparetrus pholiotus ingår i släktet Liparetrus och familjen Melolonthidae. Inga underarter finns listade i Catalogue of Life.